# هيربي هاربر
هيربي هاربر (بالإنجليزية: Herbie Harper)‏ هو عازف جاز أمريكي، ولد في 2 يوليو 1920 في سالينا في الولايات المتحدة، وتوفي في 21 يناير 2012.

## وصلات خارجية
- هيربي هاربر على موقع ميوزك برينز (الإنجليزية)
- هيربي هاربر على موقع أول ميوزيك (الإنجليزية)
- هيربي هاربر على موقع ديسكوغز (الإنجليزية)